# Arvak i Alsvid
Arvak i Alsvid (również Aavak, Arwak, Arwakr i Alswid, Alswidr, Alsvidh, Alswinn) – w mitologii nordyckiej konie ciągnące rydwan Sol, czyli Słońca, po przestrzeni nieba. Arwakr oznacza budzącego się wcześnie, a Alswid – najszybszego. Konie dawały światło – Słońce ciepło.
Bogowie zaszczepili im żelazne miechy, które miały uchronić je przed żarem.